# Pôle d'équilibre territorial et rural du Pays de Retz
Le PETR du Pays de Retz est une fédération de communauté de communes, née en 1982 avec la création du Syndicat du pays de Retz Atlantique. Il ne rassemble que 20 des 44 communes de l'Ouest du pays de Retz, l'un des Pays traditionnels de Bretagne.
C'est un Pôle d'équilibre territorial et rural depuis 2016.

## Présentation
La fédération du pays de Retz Atlantique, organisation publique officielle, est née à la suite de la dissolution, le 1er novembre 2004, du « Syndicat du pays de Retz Atlantique » créé 22 ans auparavant.
Elle fédère deux intercommunalités : 
- Communauté d'agglomération Pornic Agglo Pays de Retz regroupant 14 communes : La Bernerie-en-Retz, Chaumes-en-Retz, Chauvé, Cheix-en-Retz, Les Moutiers-en-Retz, La Plaine-sur-Mer, Pornic, Port-Saint-Père, Préfailles, Rouans, Saint-Hilaire-de-Chaléons, Sainte-Pazanne, Saint-Michel-Chef-Chef, et Vue.
- Communauté de communes du Sud-Estuaire regroupant 6 communes : Corsept, Frossay, Paimbœuf, Saint-Brevin-les-Pins, Saint-Père-en-Retz et Saint-Viaud.

Cette fédération comprend donc 20 des 44 communes du Pays de Retz excluant les communautés de communes plus à l'Est : tel celles de Sud Retz Atlantique et de Grand Lieu, ainsi que les communes faisant partie de Nantes Métropole.
C'est un Pôle d'équilibre territorial et rural depuis 2016.

## Géographie

### Situation
Le pays de Retz Atlantique se situe au Sud-Ouest du département de la Loire-Atlantique. Il est encadré au nord par l’estuaire de la Loire, à l’ouest et au sud par la côte de Jade bordé par l'océan Atlantique.
Situé à 50 km au sud-ouest de Nantes et à 25 km au sud de Saint-Nazaire, il se compose de 21 communes réparties en trois communautés de communes.

### Paysages
La Côte de Jade

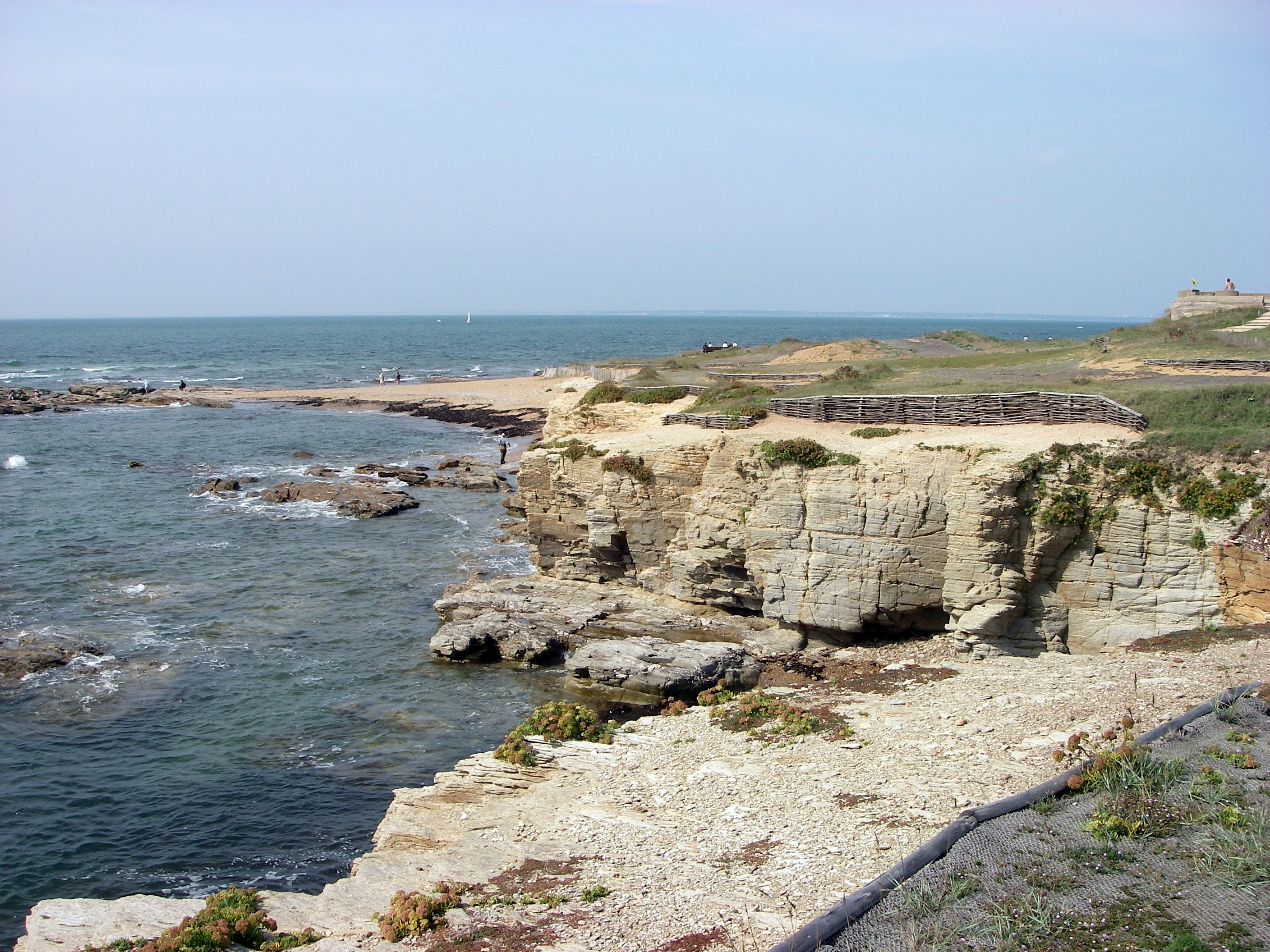
La Pointe Saint-Gildas à Préfailles sur la Côte de Jade.

Sa côte, parsemée de pêcheries de l’estuaire aux Moutiers-en-Retz, en passant par Tharon-Plage, la Plaine sur Mer et Préfailles, présente néanmoins une disparité entre sa section au Nord de la Pointe Saint-Gildas et celle située au Sud. La première présente de grandes plages de sable fin près de Saint-Michel-Chef-Chef et Saint-Brevin-les-Pins, tandis que la seconde baigné par la baie de Bourgneuf est découpée, rocailleuse et parsemée de criques près de Pornic. 
La Loire
Fleuve se jetant dans l’océan Atlantique à hauteur de l’embouchure, il peut être admiré grâce à l’itinéraire cyclable de La Loire à vélo. À proximité du fleuve on trouve également le circuit du Carnet, le canal de la Martinière (appelé aussi canal de Basse Loire) construit entre 1882 et 1892 et la réserve ornithologique de l’île du Massereau.
Les alentours des marais de l’Acheneau
Aux abords du lac de Grand-Lieu se trouvent des communes telles que Rouans (lieu de tournage du film de Jean-Loup Hubert tourné en 1987 : Le Grand Chemin), Cheix-en-Retz et son circuit de la Pierre Tremblante, Chéméré et le circuit des îles enchantées, la forêt de Pincé, puis le parc animalier Planète sauvage à Port-Saint-Père, Saint-Hilaire-de-Chaléons et son calvaire circulaire, ainsi que Sainte-Pazanne.

## Tourisme

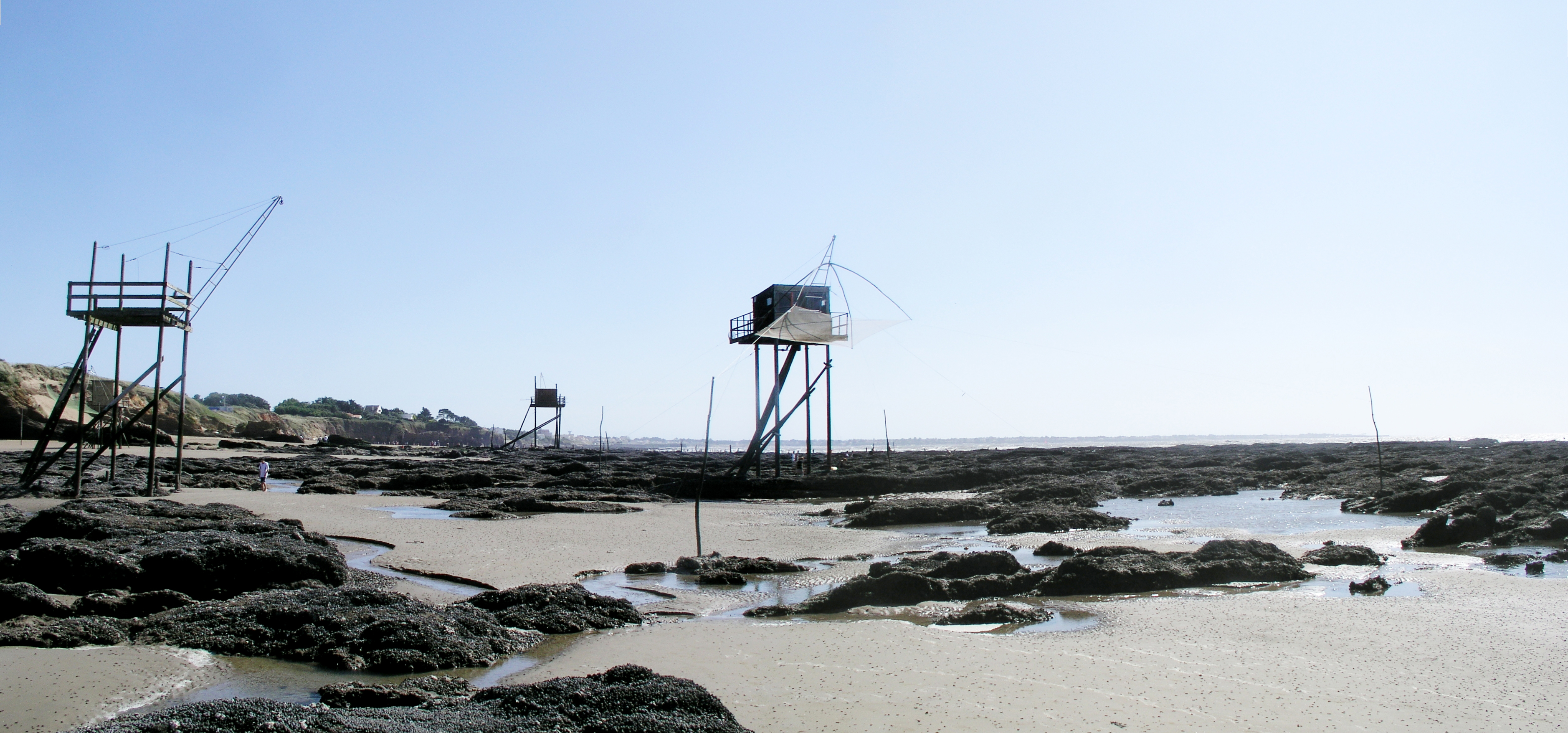
Pêcheries de la Roussellerie à Saint-Brevin-les-Pins.

Le pays de Retz Atlantique dispose de 8 points d'accueil et d'information touristique situés à : Saint-Brevin-les-Pins, Paimbœuf, Saint-Michel-Chef-Chef (Tharon-Plage), La Plaine-sur-Mer, Préfailles, Pornic, La Bernerie-en-Retz, Les Moutiers-en-Retz.

## Spécialités culinaires
- Biscuits : les galettes Saint-Michel, créées en 1905 par Joseph Grellier dans la commune de Saint-Michel-Chef-Chef[1].
- Fromage : Le Curé Nantais, fabriqué à Pornic[2].
- Fruits et glaces : La Fraiseraie, située à Pornic, produit ses fraises et crée des glaces, des coulis, des confitures et des pâtes de fruits[3].
- La Brigantine : bière du pays de Retz Atlantique produite à Pornic par la brasserie de la Côte de Jade[4].
- La Petite Maison dans la prairie : production de farine de meule, fabrication de fouées et de pain cuits au feu de bois[5].

## Savoir-faire
- Le sel : aussi appelé « or blanc », le sel a été une des grandes traditions économiques des Moutiers-en-Retz où aujourd’hui encore on peut visiter des salines.
- Les huîtres : présence de zones ostréicoles à La Bernerie-en-Retz ou aux Moutiers-en-Retz, la culture des huîtres est un des savoir-faire de la Côte de Jade en pays de Retz Atlantique.
- Les moules : culture mytilicole développée sur la Côte de Jade, notamment sur la commune de La Plaine-sur-Mer.
- Le vin : muscadet et gros-plant produits en pays de Retz Atlantique, viennent accompagner les spécialités gastronomiques de la région.
- La faïence : la faïencerie de Pornic est une entreprise familiale depuis 1948 qui perpétue une tradition vieille de 3 siècles. Inventeur du « petit breton », la faïencerie reste l’une des dernières à faire de la peinture artisanale à la main[6].